# ルノー・フルエンス

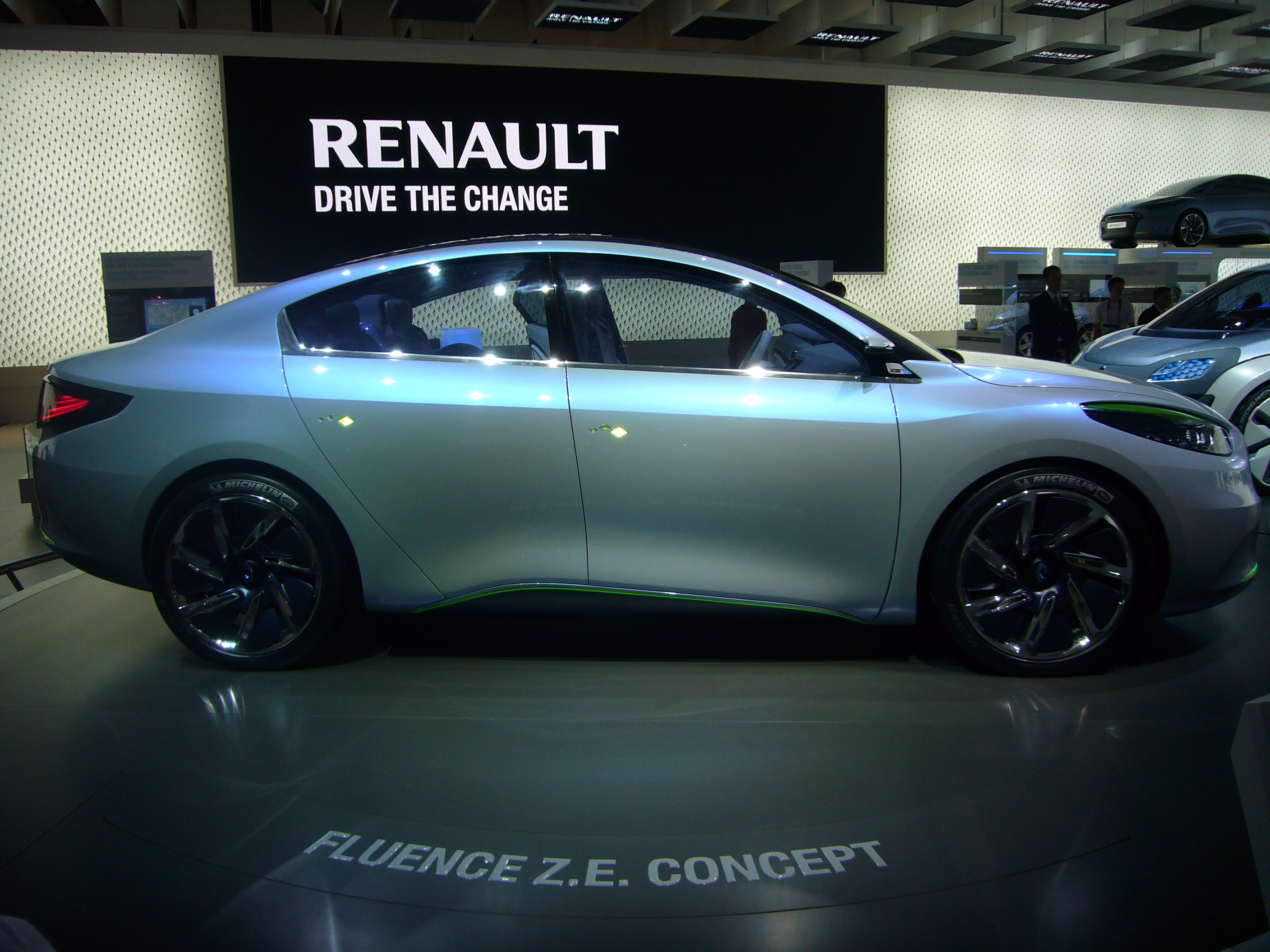
Z.E.コンセプト

フルエンス（FLUENCE ）はフランスの自動車メーカー、ルノーが発売していたセダンである。
生産は基本的にトルコ・ブルサにあるオヤック・ルノーにて行われるが、UAEやクウェート、サウジアラビア、オセアニア、中国向け（中国名表記：风朗）は傘下の韓国・ルノーサムスンが生産し、各地へ輸出する。尚、当項では同車をベースとした電気自動車「フルエンスZ.E.」についても簡略的に触れる。

## 概要
ルノーは2004年に「フルエンスコンセプト」という2ドアクーペのコンセプトモデルを発表した。同車は未来形を提示したモデルだったが、時を経てメガーヌ4ドアセダン後継のネーミングとして冠される形となった。
ルノーサムスンで生産されているCプラットフォーム採用の2代目SM3をベースに、フロントマスクやエンブレム類をルノー向けに仕立てたものとなっている。ボディサイズ全長4,620mm×全幅1,809mm×全高1,479mmとホイールベース2,702mmはSM3とほぼ同じである。サイズ的には欧州CセグメントとDセグメントのほぼ中間で、ルノーの車種ラインナップではメガーヌ・スポーツツアラー（ワゴン）より大きく、ラグナより小さい。日本車では全長4,650mm×全幅1,820mm×全高1,480mmのスズキ・キザシにもっとも近いサイズとなる。
フロントマスクは仕向地により2種類あり、ブラジル向けやオセアニア向け、中国向け等はSM3をベースとしたものになる。

## 歴史

### 初代 X38型（2009年 - 2019年）
2009年8月31日、2代目メガーヌセダンの後継として9月15日のフランクフルトモーターショーで正式発表後、今秋発売することを明らかにした。その後11月にトルコで発売を開始。その後、ロシアやルーマニアでも順次発売された。
エンジンはガソリンとディーゼルが用意され、ともに日産自動車と共同開発したユニットである。前者は1.6L・直列4気筒のH4M（110PS）と2.0L・直列4気筒のM4R（140PS）の2種。後者はすべて1.5L・直列4気筒のコモンレール式のK9K型（通称「dCi」）で、出力特性により85PS、90PS、105PS、110PSの4種が存在する。
- 2009年11月27日 - 2010年1月よりフランスで発売することを発表[2]し、その後発売を開始した。エンジンは85PSと105PSの計2種のK9K型コモンレール式ディーゼルエンジンのみの設定となり、いずれも6MTが組み合わされる。販売価格は85PS仕様が1万9750ユーロ（約253万円）、105PS仕様が2万3800ユーロ（約305万円）となる。
- 2010年11月1日 - オーストラリアで販売開始。前述の通りこちらは韓国・ルノーサムスン生産車。フロント部分は欧州市場向けとは別意匠[注釈 1]となっている。導入グレードは全てガソリンの2.0Lエンジンで、Dynamique （6MT/CVT）とPrivilege（CVT）。
- 2011年4月 - 同仕様のものがニュージーランドでも発売。こちらはCVTのみの展開。
- 2012年
  - 9月25日　メキシコでフェイスリフトモデルが発表された。変更内容はベースのSM3と同じく電子式パーキングブレーキ（E-PKB）、新デザインのメーター、ブラックインナータイプのヘッドライト、新造形のフロントバンパーとグリル[注釈 2]、アルミホイールなどである。尚、同仕様のエンジンは1.6Lガソリンと1.5Lディーゼルの2種。
  - 11月 - イスタンブールモーターショーでフェイスリフトモデルが発表された。ただしフロントマスクはメキシコで発表されたそれとは異なり、新型クリオとデザインテイストを共用したものとなっている[3]。
- 2016年 - 欧州市場での生産及び販売を終了。後継はメガーヌⅣセダン。
- 2019年 - その他の市場でも販売を終了。

### フルエンスZ.E.
- 2009年9月15日 - フランクフルトモーターショーにて量産仕様のフルエンスとともにフルエンスをベースとしたEV「フルエンスZ.E.コンセプト」を発表[4]。モーターやリチウムイオン電池を搭載するため、全長はフルエンスに対して200mm伸ばされている。ルーフにはソーラーパネルも備わり、バッテリーに電力を供給する。なお車名の「Z.E.」とはZero Emissionの略である。
- 2010年4月15日 - フルエンスZ.E.コンセプトを市販型に修正した「フルエンスZ.E.」を発表。

フルエンスからの主な変更点として専用グリルやクリアタイプのテールランプなどが与えられ、EVと識別できる外観とした。また、内装についてもメーターが専用デザインに改められている。
今回、メカニズムのスペックも公表され、モーターは最大出力95PS、最大トルク23kg・mを発生。蓄電容量22kWhのリチウムイオンをトランク部分にコンパクトにレイアウトすることで車両重量は1.543kgにまとめられ、最大航続距離160km、最高速135km/hの動力性能を備え、日産・リーフの最大出力108PS/最大トルク28.5kgm、リチウムイオン容量24kWh、最大航続距離160km、最高速は140km/hとほぼ互角の性能を誇る。
生産は2011年前半から、フルエンス同様オヤック・ルノーで生産され、欧州の一部の国で販売される予定である。

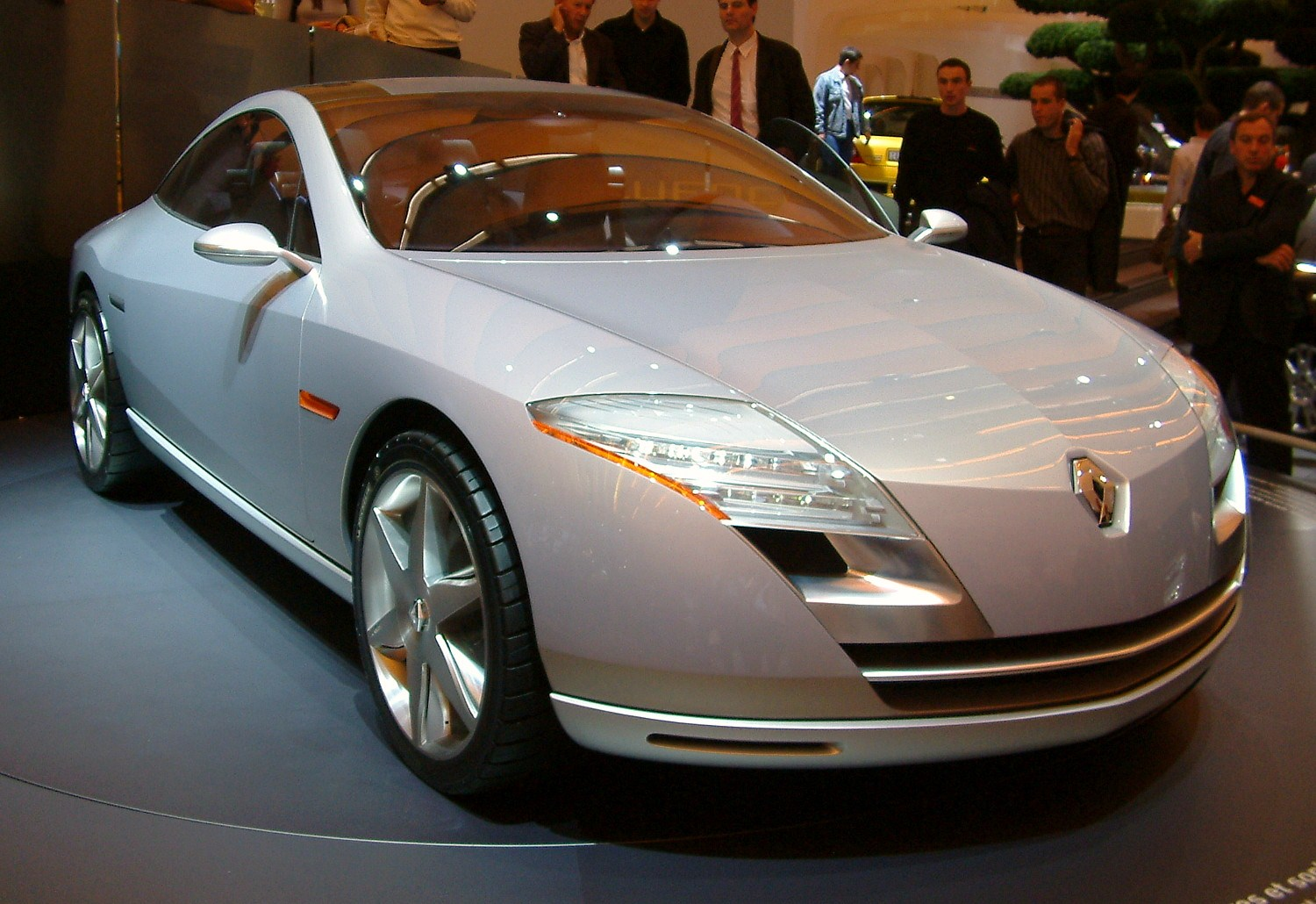
フルエンスコンセプト
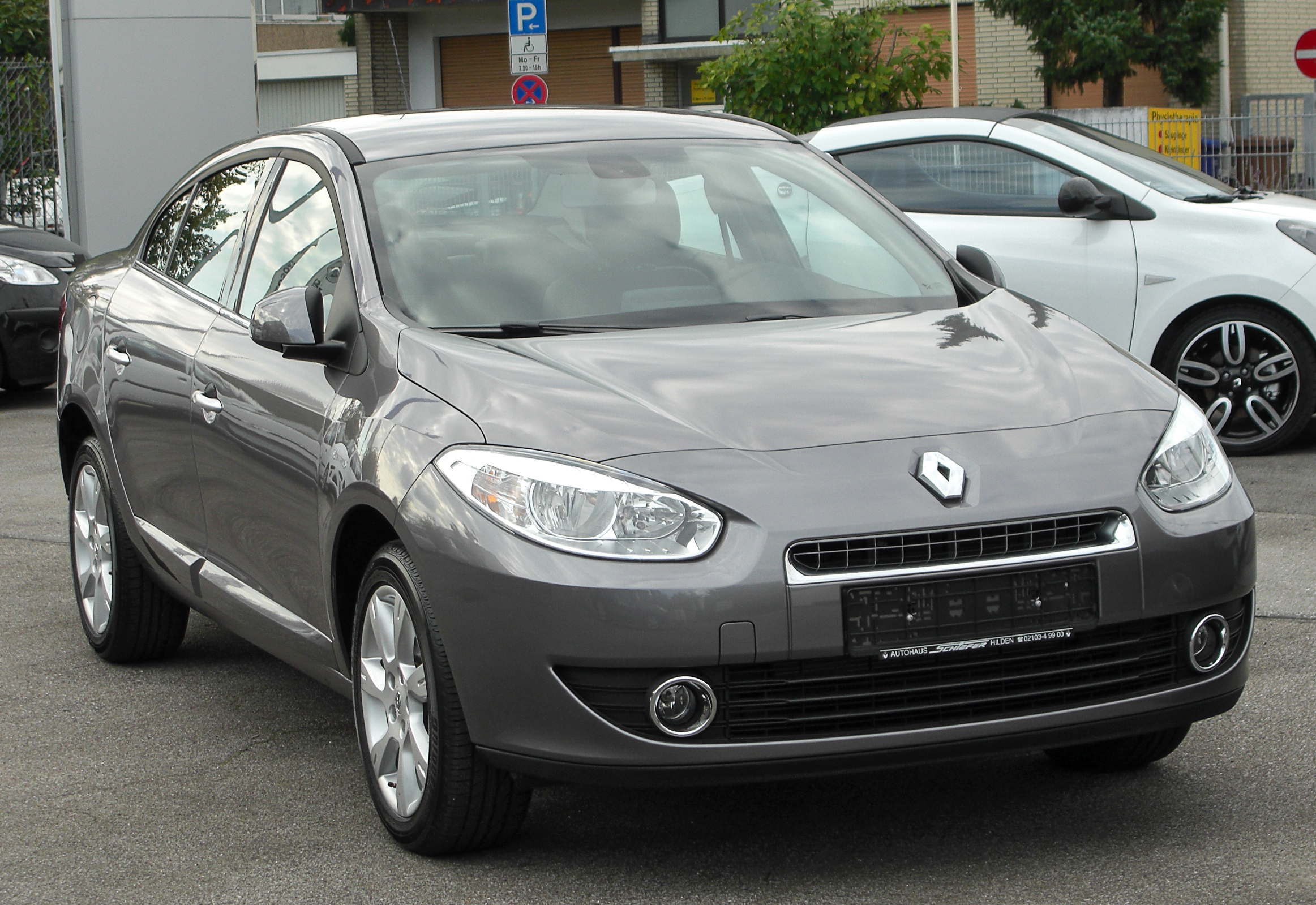
前期　フロント
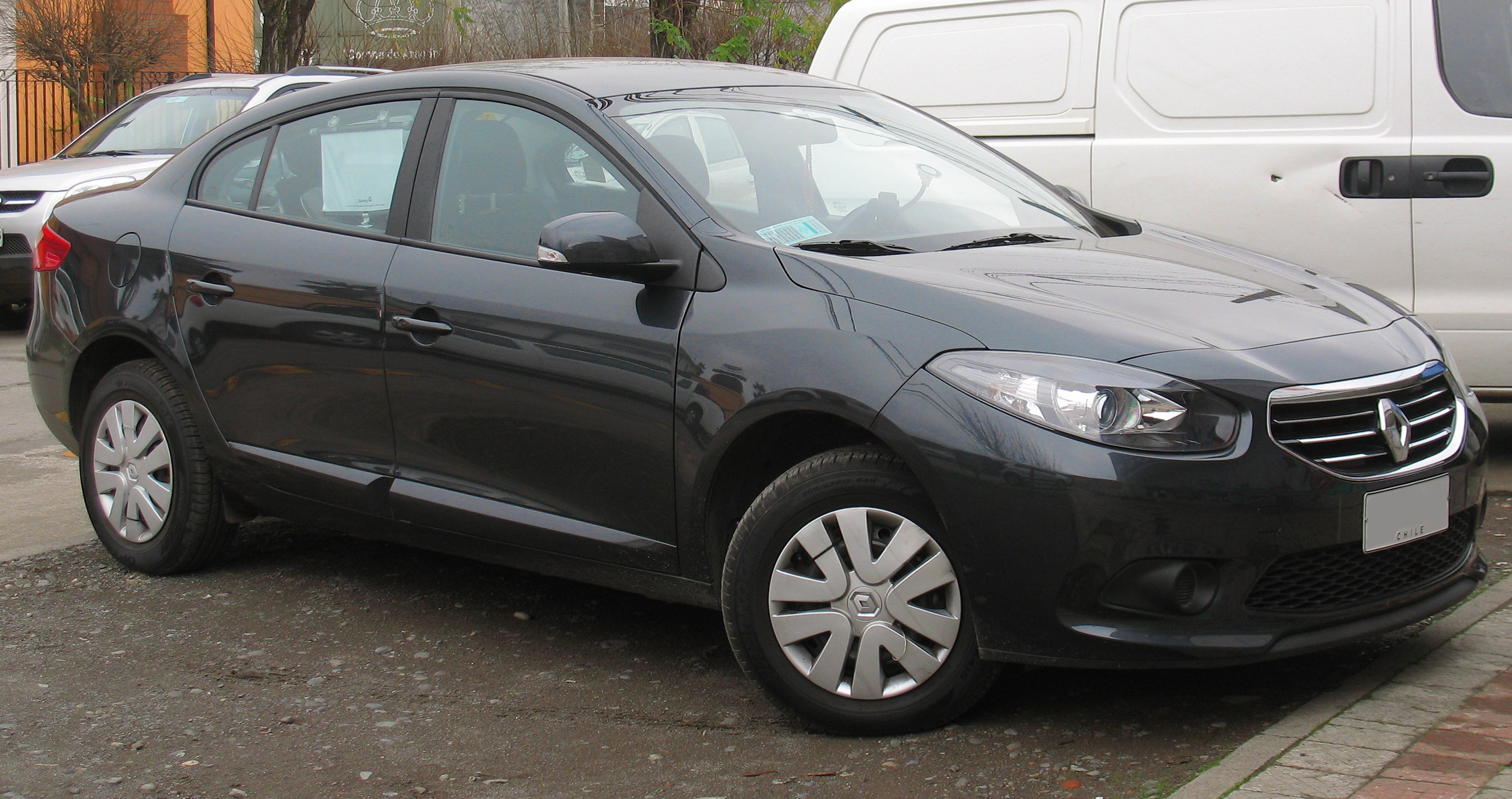
中期　フロント
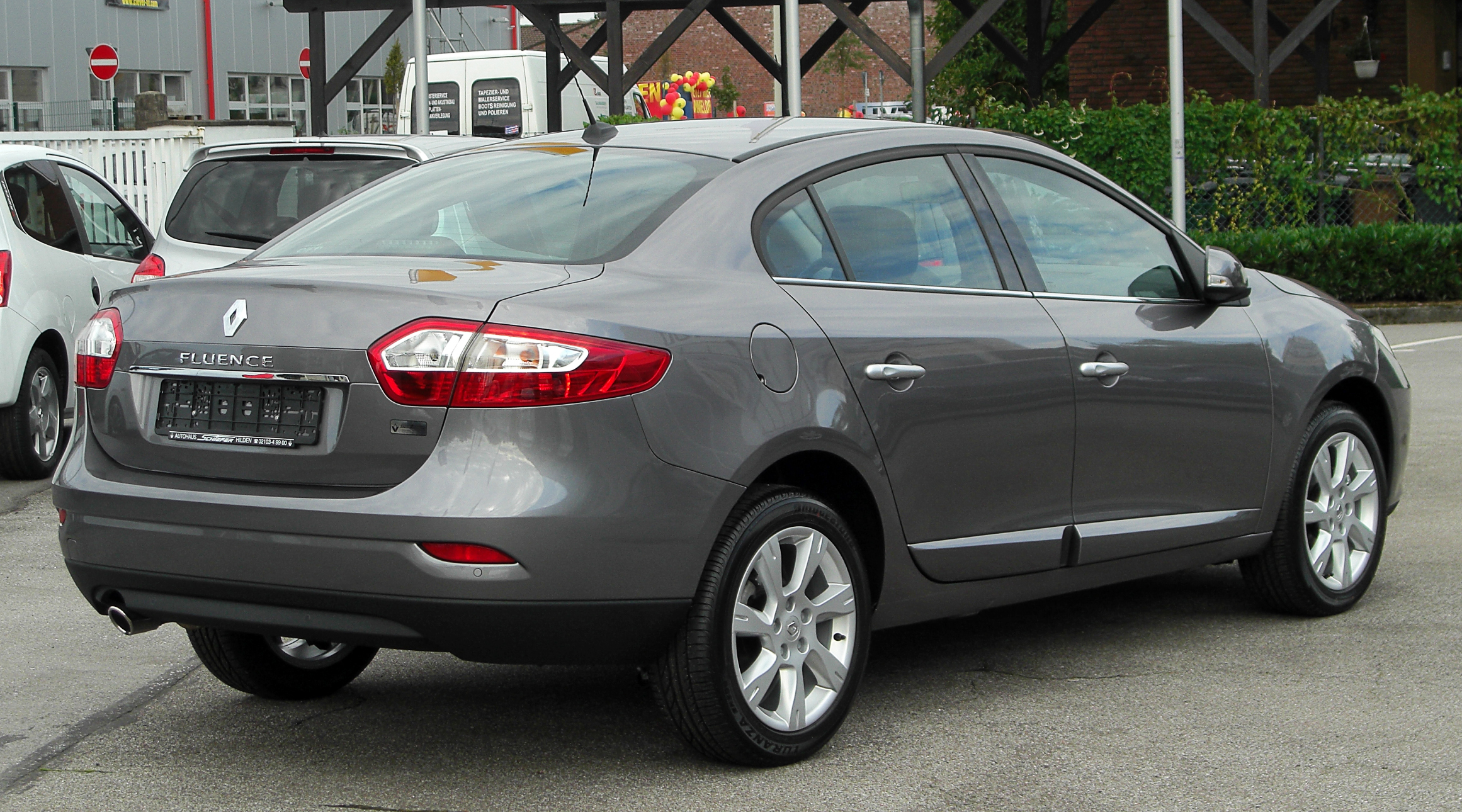
前期　リヤ
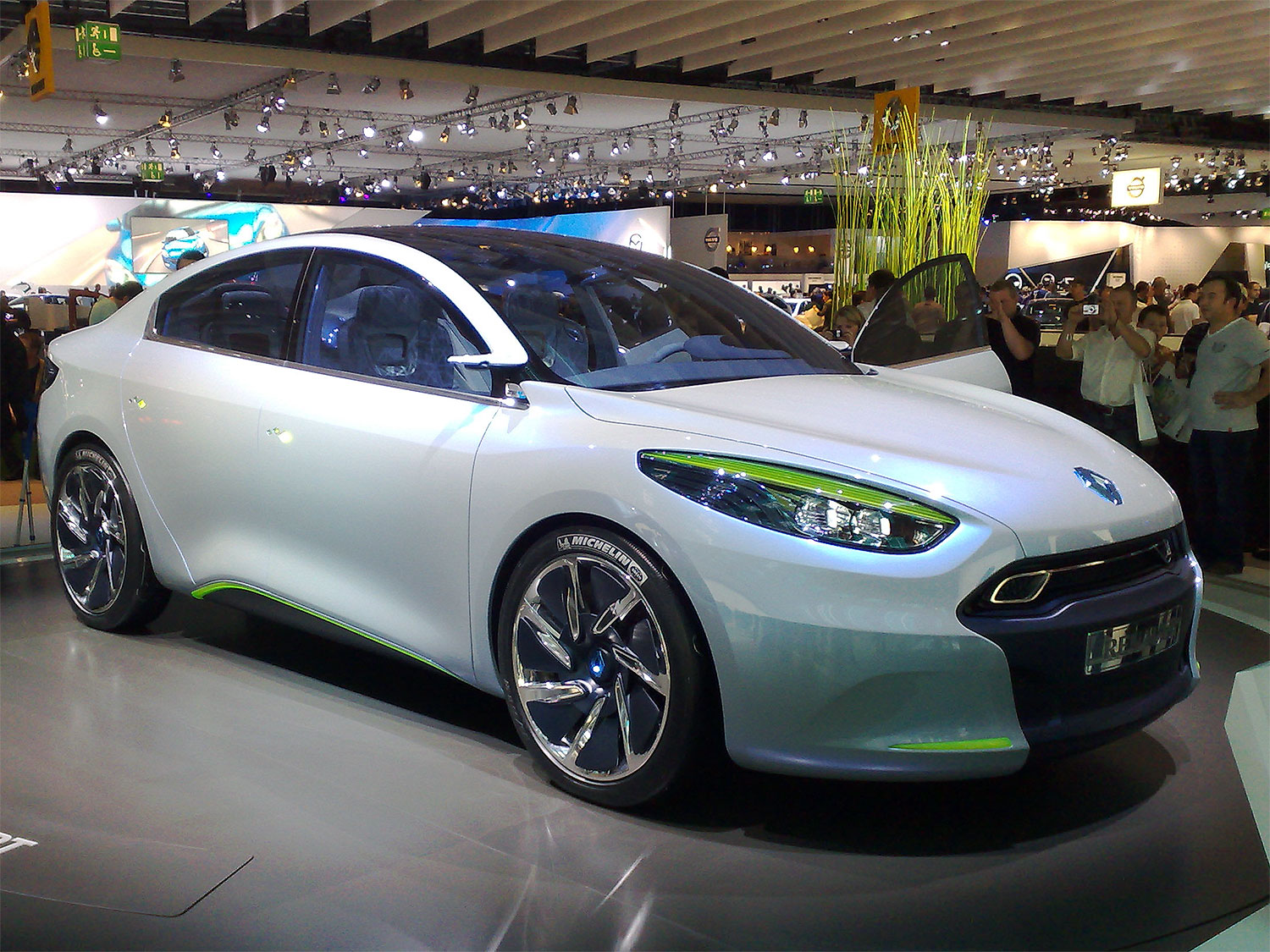
フルエンスZ.E.コンセプト
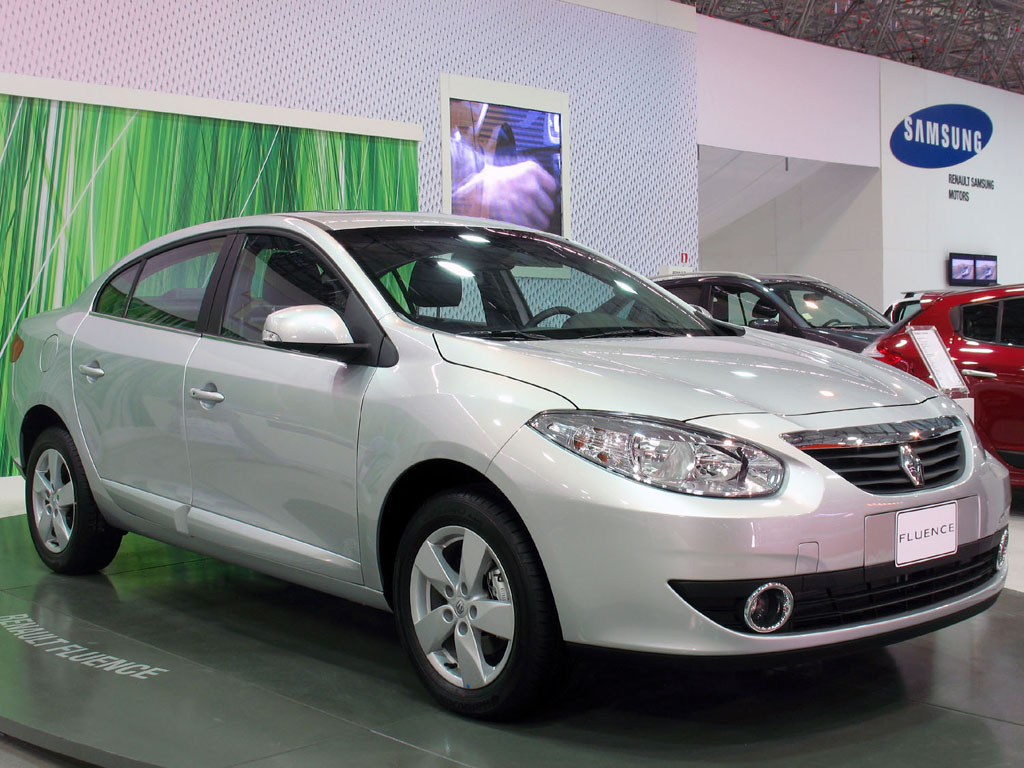
中国仕様
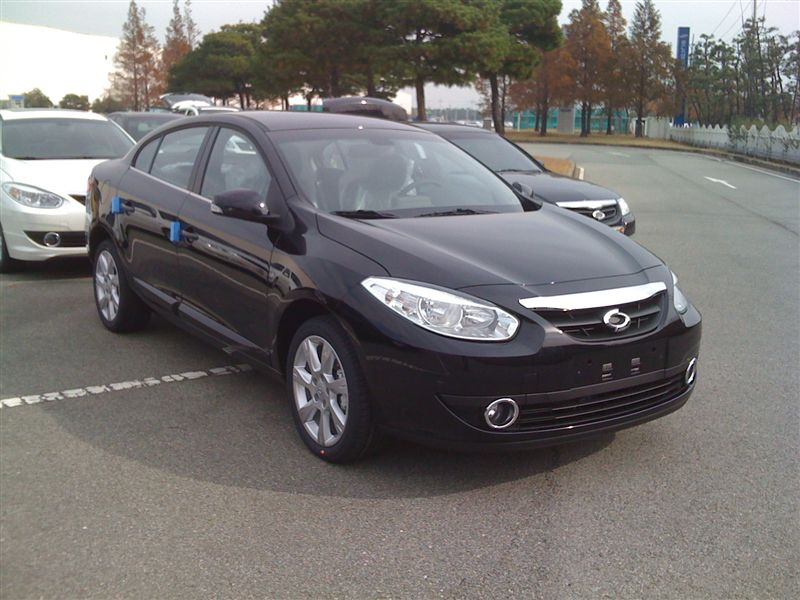
兄弟車種のルノーサムスン・SM3（前期）